# Svindlande höjder
Svindlande höjder (originaltitel: Wuthering Heights), i tidigare svensk översättning Blåst, är en roman från 1847 av Emily Brontë, utgiven under författarnamnet Ellis Bell. Berättelsen löper omkring det tragiska kärleksförhållandet mellan Catherine Earnshaw och Heathcliff och dess konsekvenser som återberättas i en ramberättelse med de två berättarna Nelly Dean och Mr Lockwood. Bokens titel syftar på huset, eller godset, där största delen av berättelsen utspelar sig.
Romanen gavs ut 1847 under pseudonymen Ellis Bell. Samma år romandebuterade också Emilys systrar Charlotte Brontë och Anne Brontë med böckerna Jane Eyre och Agnes Grey. Jane Eyre var den av böckerna som togs emot bäst av sin samtid, men det är Svindlande höjder som idag står sig bäst, både hos den breda publiken och inom litteraturforskningen.

## Handling
Berättelsen tar sin början 1801 när Mr Lockwood anländer till området för att hyra Thrushcross Grange av Mr Heathcliff, ägaren av närliggande Wuthering Heights. Mr Lockwood tvingas på grund av dåligt väder tillbringa en natt på Wuthering Heights. Under natten drömmer han hemska drömmar om hur spöket efter Catherine Earnshaw ber att få bli insläppt i huset genom fönstret. Mr Lockwood blir intresserad och då han är på The Grange och återhämtar sig från en förkylning ber han hushållerskan Nelly Dean att berätta om Wuthering Heights och dess ägare Mr Heathcliff.
Här tar Nelly Dean över som historiens berättare och börjar sin berättelse med hur Heathcliff, ett föräldralöst zigenarbarn funnet på Liverpools gator, får följa med dåvarande ägaren Mr Earnshaw hem till Wuthering Heights för att uppfostras som ett av hans egna barn. Sonen i familjen, Hindley, avskyr Heathcliff eftersom han ser honom som en inkräktare och rival. För dottern Catherine blir han däremot hennes käraste lekkamrat och själsfrände. Då Mr Earnshaw tre år senare dör får Hindley, som nu har gift sig, ta över som Wuthering Heights ägare, han behandlar Heathcliff mycket illa och låter honom arbeta som tjänare i huset. Catherine blir vän med grannarna på Thrushcross Grange, familjen Linton, och hennes tidigare så vilda natur lugnas. Speciellt nära vän blir hon med sonen Edgar Linton. Edgar Linton och Heathcliff tycker mycket illa om varandra då de båda vill ha Catherines uppmärksamhet.
Runt ett år senare dör Hindleys fru, Frances Earnshaw, strax efter att hon fött parets son Hareton Earnshaw. Till följd av detta börjar Hindley dricka. Edgar Linton friar till Catherine, som säger ja. När hon senare diskuterar med Nelly Dean huruvida detta var rätt svar nämner hon att det vore ett nedköp att gifta sig med Heathcliff, ovetandes om att Heathcliff också befinner sig i rummet och hör varje ord hon säger. Heathcliff lämnar då rummet, och Wuthering Heights, och hör inte hur Catherine sedan fortsätter med att förklara att Heathcliff betyder allt för henne, att han är hennes tvillingsjäl. Catherine gifter sig med Edgar och är till en början lycklig. Tre år senare återvänder Heathcliff som på något mystiskt sätt blivit mycket rik sedan han lämnade Wuthering Heights, och nu har han svurit att han ska förgöra alla de som kommit mellan honom och Catherine. Heathcliff har lyckats övertala Hindley att låta honom få ärva Wuthering Heights och han rymmer sedan och gifter sig med Edgars syster Isabella Linton för att på så sätt få ta över Thrushcross Grange när Edgar dör.
Catherine har sedan Heathcliffs återvändande blivit mycket sjuk. Paret förenas för en kväll och Catherine dör dagen efter vid födseln av dottern Catherine Linton. Heathcliff blir bittrare, full av hat och ännu mer inställd på att hämnas. Isabella flyr honom och deras äktenskap och föder utan hans vetskap en son, Linton Heathcliff. När Hindley dör och Heathcliff tar över Wuthering Heights svär han att han ska uppfostra Hindleys son Hareton med samma obarmhärtighet som Hindley uppfostrade honom själv.
Tolv år senare ber den döende Isabella sin bror att ta hand om hennes son. Heathcliff får dock vetskap om detta och kräver att han ska få uppfostra sin egen son, och även om han inte känner någon som helst ömhet mot sjukliga, bortskämda Linton gillar han tanken på att hans son en dag ska vara ägaren till all mark som en gång tillhört hans fiender. Då Lintons bräckliga hälsa gör det troligt att han inte får leva så många år tvingar Heathcliff unga Catherine att gifta sig med Linton. Edgar dör och kort därefter även Linton vilket gör att Heathcliff nu är den rättmätige ägaren till både Wuthering Heights och Thrushcross Grange. Det är vid den här tiden som Mr Lockwood träder in i historien och chockad efter att ha hört berättelsen lämnar han Thrushcross Grange för London.
Mr Lockwood återvänder dock ett år senare och får då höra av Nelly Dean vad som hänt sedan hans avfärd, och därmed slutet på historien. Unga Catherine har gått från att avsky sin outbildade kusin Hareton till att älska honom, precis som hennes mor en gång i tiden gjorde med Heathcliff. Heathcliff själv överger sin livslånga vendetta efter att ha insett att unga Catherine och Hareton är kära. Han är en bruten och förstörd man när han dör, men glad över att få slutligen återförenas med sin Catherine vars ande hemsökt honom sen hon dog. Han begravs i graven bredvid hennes och historien slutar med att Mr Lockwood besöker graven.

### Berättarteknik
Svindlande Höjder är, som tidigare nämnts, uppbyggd på så vis att man får följa historien genom två berättare. Boken börjar med att den ene av berättarna, Lockwood, 1801 kommer till Wuthering Heights för att hyra Thrushcross Grange. Väl där träffar han den berättare som kommer att presentera större delen av boken för oss, hushållerskan Nelly Dean. 
Att laborera med multipla infallsvinklar på det här sättet är någonting som är väldigt typiskt för romantikens litteratur och talar inte för det objektiva eller realistiska. Dessutom är dessa berättare oerhört subjektiva, vilket i synnerhet märks på Nelly Deans sätt att förhålla sig till de människor hon beskriver. Detta leder läsaren till att fundera över huruvida man får en rättvis bild av historien. Hur mycket påverkas berättandet till exempel av Nelly Deans relation till personen hon beskriver? På vilket sätt hade de händelser som Nelly Dean inte var med och bevittnade förändrat vår helhetssyn på eller förståelse av romanen?

## Personer
Heathcliff är den manliga huvudrollsfiguren. Funnen föräldralös på Liverpools gator uppfostras han av familjen Earnshaw. Tidigt utvecklar han en nära relation med fostersystern Catherine Earnshaw, som han blir kär i. Samtidigt utvecklar han en fiendskap mot fosterbrodern Hindley. Han är en våldsam, skrupelfri och passionerad man. Bitter och arg efter Catherines äktenskap med grannen Edgar Linton svär han att hämnas; en vendetta som inte bara förstör för hans fiender utan även deras arvingar, Catherine och honom själv. Tack vare romanens popularitet har Heathcliff blivit något av arketypen för den romantiske Byronske hjälten, vars passion är stark nog att förstöra både honom själv och alla runt omkring.
Catherine Earnshaw är den kvinnliga huvudrollsfiguren och Heathcliffs fostersyster. Hon är fri i sinnet, men något bortskämd och högfärdig. Hon älskar Heathcliff lika passionerat som han älskar henne, men anser ändå att han inte är god nog att gifta sig med. I stället gifter hon sig med en annan barndomsvän; grannen Edgar Linton. När Heathcliff återkommit blir hon galen, förstörd av fejden mellan Heathcliff och Edgar. Efter sin död i barnsäng hemsöker hon Heathcliff och Wuthering Heights.
Edgar Linton är en barndomsvän till Catherine Earnshaw som hon så småningom gifter sig med. Han är mild och snäll, dock något kall och feg. Han älskar Catherine djupt men han kan inte acceptera hennes känslor för Heathcliff, vilket gör fejden mellan honom och Heathcliff ett faktum, fejden som så småningom leder till Catherines sammanbrott. Edgar Linton dör relativt ung.
Isabella Linton är Edgar Lintons yngre syster som utvecklar en förälskelse i Heathcliff och rymmer iväg för att gifta sig med honom, trots att det är tydligt att han ogillar henne. Isabella misstar sig gravt vad gäller hans sanna natur, hennes kärlek förvandlas snabbt till hat, och efter fysisk och känslomässig misshandel lämnar hon Heathcliff och föder deras son Linton som hon vill uppfostra i London, långt bort från Heathcliffs inflytande.
Hindley Earnshaw är Catherines bror och Heathcliffs fiende. Då han hatat Heathcliff sedan han kom till hushållet, låter Hindley honom gladeligen degraderas till tjänare när han själv ärver Wuthering Heights. Då hans fru dör i barnasäng blir Hindley förstörd, alkoholist och börjar spela bort sina pengar, något som Heathcliff utnyttjar när han återvänder och ser till att Hindley lämnar över familjens tillgångar.
Ellen (Nelly) Dean är den ena av de två berättarna och hushållerska som tjänstgjort på både Wuthering Heights och Thrushcross Grange. Då hon bevittnat stora delar av händelserna mellan Heathcliff och familjerna Earnshaw och Linton berättar hon historien för Mr Lockwood då han återhämtar sig från en förkylning.
Linton Heathcliff är Isabella Lintons och Heathcliffs gemensamma son. Han är inte ett dugg lik sin far som han växer upp utan vetskap om, men mycket lik sin mor. När han är tretton år gammal dör hans mor, och Linton hamnar hos sin far på Wuthering Heights. Den sjuklige Linton gifter sig så småningom med sin kusin, Catherine Linton, ett äktenskap arrangerat av Heathcliff. Linton dör strax efter bröllopet.
Catherine (Cathy) Linton är Catherine Earnshaws och Edgar Lintons gemensamma dotter som föds samtidigt som hennes mor dör. Från sin mor har hon sitt fria sinne och mörka ögon, från sin far det ljusa håret och den vänliga naturen. Heathcliff tvingar henne att gifta sig med kusinen Linton Heathcliff, som hon till en början tyckte om men senare inte alls ville gifta sig med, och hon blir en fånge på Wuthering Heights. Hon är först elak mot sin andra kusin Hareton Earnshaw och retar honom för att han är outbildad och inte kan läsa, men efter ett tag blir de vänner och slutligen blir de kära och gifter sig.
Hareton Earnshaw är Hindley Earnshaws son som Heathcliff tar hand om efter Hindleys död. Sättet Heathcliff behandlar Hareton på är mycket likt hur Hindley en gång behandlade Heathcliff, och Hareton blir en analfabetisk, okunnig tjänare. Trots detta förblir Hareton lojal mot Heathcliff och antar liknande personlighetsdrag. Han blir tidigt kär i kusinen Catherine och hennes elaka kommentarer blir för honom en anledning att förbättra sig. Vid Heathcliffs död är Hareton den enda som sörjer.
Mr Lockwood är den andra berättaren av historien. Berättelsen börjar med hans ankomst, då han ämnar att hyra Thrushcross Grange. Han övertalar hushållerskan Nelly Dean att berätta om Wuthering Heights och Heathcliff, eftersom han blivit intresserad av deras historia efter en natt han tillbringat på godset och drömde om Catherine Earnshaws spöke. Lockwood, som är romantisk av sig, blir djupt rörd av historien om Heathcliff och Catherine.

## Kronologi
1757 Hindley föds (sommar); Nelly föds.
1762 Edgar Linton föds.
1764 Heathcliff föds.
1765 Catherine Earnshaw föds (sommar); Isabella Linton föds (slutet av året).
1771 Heathcliff tas till Wuthering Heights av Mr Earnshaw (sensommar).
1773 Mrs Earnshaw dör (vår).
1774 Hindley skickas till universitet.
1777 Hindley gifter sig med Frances; Mr Earnshaw dör (oktober); Hindley återvänder (oktober); Heathcliff och Catherine besöker Thrushcross Grange, Catherine stannar (november), och återvänder till Wuthering Heights (julafton).
1778 Hareton föds (juni); Frances dör (dagar efter Haretons födelse).
1780 Heathcliff lämnar Wuthering Heights; Mr och Mrs Linton dör.
1783 Catherine gifter sig med Edgar (mars); Heathcliff återvänder (september).
1784 Heathcliff gifter sig med Isabella (februari); Catherine d. ä. dör och Catherine d. y. föds (20 mars); Hindley dör; Linton Heathcliff föds (september).
1797 Isabella dör; Catherine besöker Wuthering Heights och träffar Hareton; Linton flyttar till Thrushcross Grange och tas sedan till Wuthering Heights.
1800 Catherine träffar Heathcliff och återser Linton (20 mars).
1801 Cathy och Linton gifter sig (september); Edgar dör (september); Linton dör (september); Mr Lockwood anländer till Thrushcross Grange och besöker Wuthering Heights och påbörjar sin berättelse.
1802 Mr Lockwood återvänder till London (januari); Heathcliff dör (april); Mr Lockwood återvänder till Thrushcross Grange (september).
1803 Catherine planerar att gifta sig med Hareton (1 januari).

## Platser

### Wuthering Heights
Wuthering Heights är godset som gett namn till romanen; det ägs först av familjen Earnshaw och senare av Heathcliff. Adjektivet wuthering (i svenska utgåvor översatt till svindlande) är ett lokalt ord för stormig, utsatt eller vild. Namnet kommer av godsets placering på hedarna som är väldigt utsatt. Närmaste staden är Gimmerton och närmaste godset är Thrushcross Grange.
Det finns flera förslag på vilka verkliga platser som kan ha inspirerat till Wuthering Heights, och det som vanligtvis anses vara förlagan är Top Withins – numera en ruin en bit utanför Haworth. Placeringen, isolerat och vindpinat, stämmer överens med den för Wuthering Heights men godsets utseende är helt annorlunda. Wuthering Heights utseende beskrivs i romanen som mer gotiskt än vad Top Withins var. En annan plats som anses vara en trolig förlaga är High Sunderland Hall, strax utanför Halifax.

### Thrushcross Grange
Godset Thrushcross Grange beskrivs inte alls lika detaljerat som Wuthering Heights, men är det gods som ligger närmast det sistnämnda. Thrushcross Grange tillhörde från början familjen Linton, men efter Linton Heathcliffs giftermål med Catherine Linton, och både Edgar Lintons och Linton Heathcliffs frånfällen, blir Heathcliff ägare också till Thrushcross Grange. Det är godset som Mr Lockwood hyr då han får ta del av Nelly Deans berättelser. Platser som inspirerat till Thrushcross Grange tros vara Ponden Hall, nära Stanbury, och Shibden Hall, nära Halifax.

## Moderna perspektiv
Svindlande Höjder är, som skrivet ovan, den av Brontë-systrarnas böcker som har åldrats bäst. Detta beror till stor del på att många olika litterära teoretiker har lyckats hitta element i den som de tycker stödjer just deras syn på vad boken vill förmedla. 

### Historiskt-marxistiskt perspektiv
Den här tolkningen, gjord av Terry Eagleton, bygger på att Heathcliff, Wuthering Heights och Thrushcross Grange alla symboliserar olika samhällsklasser. 
Trushcross Grange står för den aristokratiska godsägarklassen. De sköter sitt jordbruk på ett kapitalistiskt sätt – andra gör jobbet åt dem medan de sitter och ruvar på kapitalet. 
Wuthering Heights symboliserar ett äldre, utdöende samhällssystem. Livet de för på gården står för det självförsörjande naturahushållet, upprätthållet av en bondeklass som är på väg att försvinna. 
Slutligen har vi Heathcliff. Hans förmåga att själv, från ingenting alls, skapa sig en stor förmögenhet, ser Eagleton som en symbol för borgarklassens framfart. Hans handlingar och metoder i boken visar på hur borgarklassen övertar aristokratins medel och sveper undan bondeklassen för att kunna konkurrera med aristokratin om makten. 
Det blir alltså, ur en marxistisk-historisk synvinkel, en klassisk historia om klasskamp. Den här teorin har mötts av många protester, där de flesta fokuserar på problemet om hur Emily Brontë skulle kunna vara medveten om dessa strömningar i samhället. Hon levde på landet, utanför en liten by. Dessutom tyder de fakta vi har om hennes liv på att hon levde i en ytterst isolerad tillvaro, avskuren från sin omvärld och samtid.

### Feministiskt perspektiv
I en tolkning av Sandra Gilbert beskrivs det hur den äldre Catherine Earnshaws sanna väsen förminskas i och med hennes samröre med släkten Linton. Gilbert menar att det ”förvildade” tillstånd som Catherine och Heathcliff befinner sig i när de är tillsammans ute på hedarna kan ses som ett androgynt tillstånd. Catherine är inte en ”kvinna”, med allt som ordet innebär, utan hon är rätt och slätt människa. Hon är fri och rebellisk, motsatsen till normen för den tidens kvinnoroll. 
När Catherine gifter sig med Edgar Linton förminskas hon. Hon lockas av honom till att bli en ”lady” och spela den traditionella kvinnorollen. Hon måste tukta sina impulser, sin frispråkighet och sin rebelliska ådra. Hon måste sudda ut sitt tidigare jag, sitt sanna jag, och leva sig in i sin roll. Hon klarar detta relativt väl under tiden som Heathcliff är borta. Men när han återvänder påminner han henne om vad hon gått miste om och hon hamnar i en självdestruktiv spiral som i slutändan kräver hennes liv. De inristningar på fönsterkarmen som Lockwood upptäcker vid sin övernattning i Wuthering Heights visar på den splittring Catherine känner. Är hon Catherine Earnshaw, Catherine Linton eller Catherine Heathcliff?
Det är konflikt mellan den Catherine som hon egentligen är, och den Catherine som andra förväntar sig att hon ska vara för att passa in i samhället.

## Filmatiseringar i urval
Berättelsen har filmatiserats flera gånger, både för bio och för TV, de mest kända är: 
- Svindlande höjder (1939), regisserad av William Wyler, med Laurence Olivier och Merle Oberon i huvudrollerna som Heathcliff och Cathy.
- Svindlande höjder (1970), regisserad av Robert Fuest, med Timothy Dalton och Anna Calder-Marshall.
- Svindlande höjder (1992), regisserad av Peter Kisminsky, med Ralph Fiennes och Juliette Binoche.
- Svindlande höjder (1998), regisserad av David Skynner, med Robert Cavanah och Orla Brady.
- Svindlande höjder (2009), tv-serie med Tom Hardy och Charlotte Riley.
- Svindlande höjder (2011), regisserad av Andrea Arnold, med Nichola Burley och Kaya Scodelario.

## Svindlande höjderi andra sammanhang
Svindlande höjder har också blivit omgjord till musikal och opera, och den engelska popsångerskan Kate Bush hade 1978 en stor hit med låten "Wuthering Heights" vars text är inspirerad av Brontës roman.